# Чугунно-Крепинка
Чугунно-Крепинка (укр. Чугуно-Крепинка) — село на Украине, находится  в Шахтёрском районе Донецкой области. Под контролем самопровозглашённой Донецкой Народной Республики.

## География История
Село расположено на реке Миусе. В западных окрестностях села находится место впадения реки Крепенькой (Крепенской) в реку Миус. К северу и востоку от населённого пункта проходит граница между Донецкой и Луганской областями.                                                                                                                                                                                               Богатое  захоронение знатной сарматки было раскопано экспедицией Донецкого государственного университета под руководством  С.Н. Санжарова в 1984 году у села Чугунно-Крепинка Шахтерского района под невысокой курганной насыпью в овальной яме с подбоем. Знатная сарматка была одета в дорогую одежду фиолетового и бежевого цветов. Рукава одежды  обшиты множеством золотых бляшек (604 шт.).
Скелет женщины ориентирован на север. В составе инвентаря золотые гривна с инталией,  перстни, флакон, серьги, нашивные бляшки и трубочки, деревянный сосуд с золотыми обкладками венчика, оселок, бронзовые сосуды: два кувшина , таз, ковш , цедилка , серебряные стаканы, два котла, бронзовая  и железная фибулы, бронзовые позолоченные маски  и весы, железные ножи, топор-шестопер и ножницы, деревянная туалетная шкатулка с железными оковками, биллоновое китайское зеркало, гончарный сосуд, многочисленные амулеты из бронзы, раковин, камня и горного хрусталя, остатки золотой парчи. При жизни эта сарматка занимала весьма высокое социальное положение. На некоторых предметах имеются знаки родовой (царской)  собственности - тамги.  Датируется захоронение 1-2 веками нашей эры ( См. -  Симоненко, А. В.  Римский импорт у сарматов Северного Причерноморья / А. В. Симоненко. — СПб. : Филологический факультет СПбГУ; Нестор-История, 2011. — 272 с., ил. - С. 168 - 172.) - http://www.archaeology.ru/Download/Symonenko/2011_Rimskij_Import.pdf

#### Соседние населённые пункты по странам света
С: —
СЗ: Лесное, город Миусинск (оба выше по течению Миуса) —  оба в Луганской области
СВ: Есауловка (выше по течению Крепенькой) — в Луганской области
З: Рассыпное, Передериево, Зрубное, Никифорово
В: Нижний Нагольчик — в Луганской области
ЮЗ: Латышево
ЮВ: Дибровка
Ю: Дмитровка (ниже по течению Миуса)

## Население
Население по переписи 2001 года составляло 88 человек.

## Общие сведения
Код КОАТУУ — 1425282309. Почтовый индекс — 86262. Телефонный код — О6255.

## Адрес местного совета
86262, Донецкая область, Шахтёрский р-н, с. Дмитровка, ул. Центральная, 46; тел. 97-1-42.